# Lycaena davidi
Lycaena davidi är en fjärilsart som beskrevs av Gustave Arthur Poujade 1885. Lycaena davidi ingår i släktet Lycaena och familjen juvelvingar. Inga underarter finns listade i Catalogue of Life.